# Galeria m2
Galeria m2 – galeria sztuki współczesnej działająca od stycznia 2007 roku w Warszawie przy ul. Oleandrów 6.
Założycielką galerii jest historyk sztuki i socjolog Matylda Prus. Galeria zajmuje się promocją sztuki współczesnej.

Skupia się na współpracy z grupą młodych, ale już uznanych artystów. Opiekuje się również wyróżniającymi się studentami, oferując im możliwość zrobienia pierwszych wystaw indywidualnych. Była miejscem debiutów: Pawła Dunala, Michała Frydrycha, Róży Litwy, Mai Kitajewskiej i Dobrawy Borkały. Jest miejscem spotkań i dyskusji różnych środowisk związanych ze sztuką: artystów, kuratorów, kolekcjonerów, dziennikarzy i marszandów.

Galeria została uwzględniona m.in. w publikacjach: Tekstylia Bis. Słownik młodej polskiej kultury (hasło: „kuratorzy”), WAN, Notes dla Kolekcjonerów, Setka w Obiegu. 100 najważniejszych osób w polskiej sztuce za rok 2007 oraz w Przewodniku kolekcjonera sztuki najnowszej.

Była jedną z warszawskich galerii, które w 2011 roku utworzyły grupę „Gdzie jest sztuka?”, od 2012 roku działającą pod nazwą „Warsaw Gallery Weekend”.

## Artyści reprezentowani przez galerię
- Jakub Adamek
- Agnieszka Kieliszczyk
- Kamil Kuskowski
- Igor Przybylski

## Wystawy w Galerii m2
- 2015 Paweł Dunal - Swąd Ostateczny
- 2014 Marcin Zawicki - Sporysz
- 2014 Kamil Kuskowski - Obrazy obraz
- 2014 Agnieszka Kieliszczyk - Zmęczone oko
- 2014 Natalia Bażowska - ID
- 2014 Marcin Chomicki - Szkoda, że Cię tu nie ma.
- 2013 Dobrawa Borkała - Chciałabym, żebyście wszyscy mnie pokochali. - debiut artystki
- 2013 Siostry Borowe - Skaza
- 2013 Igor Przybylski - Gdzie jest Polska?[2]
- 2013 Paweł Dunal - Walking on Sunshine[3]
- 2012 Grzegorz Sztwiertnia - Partony
- 2012 Kamil Kuskowski - m²
- 2012 Róża Litwa - Nie lękaj się już żaru słońca
- 2012 Maja Kitajewska - Życie jest jak pudełko czekoladek - nigdy nie wiesz, co Ci się trafi. - debiut artystki
- 2011 Andrzej Wasilewski - Love will tear us apart
- 2011 Jakub Adamek - Fajne miejsce
- 2011 Grzegorz Sztwiertnia - Diplokokki/Dwoinki[4][5]
- 2010 Róża Litwa - 2
- 2010 Paweł Dunal - Uczłowieczanie[6]
- 2010 Mikołaj Długosz - 1994
- 2010 Igor Przybylski - Brejlovec a okoli / Czecho – Słowacja cz. 1 [7]
- 2010 Paweł Janas - The Lonesome West
- 2009 Paweł Dunal - Sobą trzecia odsłona wystawy 3 x Dunal
- 2009 Paweł Dunal - Wielkie kąpiące się druga odsłona wystawy 3 x Dunal
- 2009 Michał Frydrych - Dekompresja
- 2009 Igor Przybylski - Nieludzki transwestyta[8]
- 2009 Kamil Kuskowski - Białe nie jest białe, czarne nie jest czarne
- 2009 Paweł Dunal - Mushroom Story pierwsza odsłona wystawy 3 x Dunal[9]
- 2008 Róża Litwa - debiut artystki
- 2008 Piotr Wachowski - A gdybym był doktorem... - obrazy z obrony doktoratu w ASP w Warszawie
- 2008 Agnieszka Kieliszczyk - Wymazywanie[10]
- 2008 Paweł Dunal - Zielona fala, dmuchane flamingi... - debiut artysty
- 2007 Michał Frydrych - Dziura w całym - debiut artysty
- 2007 Igor Przybylski - Wygaszacz[11]
- 2007 Jakub Adamek - Animal Planet
- 2007 La Boum III - w ramach wystawy w galerii prezentowani Klaus Auderer (Austria) i Alexi Tsioris (Grecja)
- 2007 Piotr Wachowski - Uparty malarz
- 2007 Artyści galerii m2 - inauguracja galerii

## Katalogi wydane przez Galerię m2
- Agnieszka Kieliszczyk - Wymazywanie / Erasing (tekst: Karolina Vyšata) ISBN 978-83-925838-3-7
- Paweł Dunal - Zielona fala, dmuchane flamingi... / Green wave, inflatable flamingos... (tekst: Jarosław Trybuś) ISBN 978-83-925838-2-0
- Michał Frydrych - Dziura w całym / Close Inspection (tekst: Karolina Vyšata) ISBN 978-83-925838-1-3
- Piotr Wachowski - Uparty malarz / The Stubborn Painter (tekst: Jarosław Trybuś) ISBN 978-83-925838-0-6